# Noa Lang
Noa Noëll Lang (Capelle aan den IJssel, Holanda Meridional, 17 de junio de 1999) es un futbolista neerlandés que juega en la demarcación de extremo para la S. S. C. Napoli de la Serie A de Italia.

## Trayectoria
Empezó a formarse como futbolista desde muy pequeño en la disciplina del Feyenoord, hasta que en 2013 se marchó al AFC Ajax. Estuvo ascendiendo de categorías hasta que en 2017 finalmente subió al segundo equipo, el Jong Ajax. Jugó en la Eerste Divisie durante una temporada, donde llegó a jugar 31 partidos y anotó cuatro goles. En la temporada 2018/19 subió al primer equipo haciendo su debut el 26 de septiembre de 2018 en un partido de la Copa de los Países Bajos contra el HVV Te Werve, tras sustituir a David Neres en el minuto 46.
El 18 de enero de 2020 el F. C. Twente logró su cesión hasta final de temporada. En octubre fue prestado al Club Brujas con una opción de compra al final de la campaña. Esta se hizo efectiva y permaneció en Bélgica tres años en los que disputó 125 encuentros y ganó en dos ocasiones tanto la Pro League como la Supercopa de Bélgica.
En julio de 2023 regresó a los Países Bajos después de fichar por el PSV Eindhoven, donde ha ganado una Supercopa de los Países Bajos (2023) y dos Eredivisie (2024 y 2025).
El 17 de julio de 2025 se hizo oficial su fichaje por la S. S. C. Napoli de la Serie A italiana.

## Selección nacional
El 8 de octubre de 2021 debutó con la selección de los Países Bajos en un encuentro de clasificación para el Mundial de 2022 ante Letonia que los neerlandeses ganaron gracias a un solitario gol de Davy Klaassen.

### Participaciones en Copas del Mundo
| Mundial      | Sede  | Resultado        | Partidos | Goles |
| ------------ | ----- | ---------------- | -------- | ----- |
| Mundial 2022 | Catar | Cuartos de final | 1        | 0     |

## Estadísticas

### Clubes
Actualizado al último partido disputado el 18 de mayo de 2025.
| Club                             | Div.          | Temporada     | Liga  | Liga  | Liga   | Copas nacionales | Copas nacionales | Copas nacionales | Copas internacionales | Copas internacionales | Copas internacionales | Total | Total | Total  |
| Club                             | Div.          | Temporada     | Part. | Goles | Asist. | Part.            | Goles            | Asist.           | Part.                 | Goles                 | Asist.                | Part. | Goles | Asist. |
| -------------------------------- | ------------- | ------------- | ----- | ----- | ------ | ---------------- | ---------------- | ---------------- | --------------------- | --------------------- | --------------------- | ----- | ----- | ------ |
| Jong Ajax · Países Bajos         | 2.ª           | 2016-17       | 2     | 0     | 1      | ―                | ―                | ―                | ―                     | ―                     | ―                     | 2     | 0     | 1      |
| Jong Ajax · Países Bajos         | 2.ª           | 2017-18       | 14    | 2     | 3      | ―                | ―                | ―                | ―                     | ―                     | ―                     | 14    | 2     | 3      |
| Jong Ajax · Países Bajos         | 2.ª           | 2018-19       | 22    | 5     | 4      | ―                | ―                | ―                | ―                     | ―                     | ―                     | 22    | 5     | 4      |
| Jong Ajax · Países Bajos         | 2.ª           | 2019-20       | 9     | 5     | 3      | ―                | ―                | ―                | ―                     | ―                     | ―                     | 9     | 5     | 3      |
| Jong Ajax · Países Bajos         | Total club    | Total club    | 47    | 12    | 11     | 0                | 0                | 0                | 0                     | 0                     | 0                     | 47    | 12    | 11     |
| Ajax de Ámsterdam · Países Bajos | 1.ª           | 2018-19       | 3     | 0     | 1      | 1                | 0                | 0                | 0                     | 0                     | 0                     | 4     | 0     | 1      |
| Ajax de Ámsterdam · Países Bajos | 1.ª           | 2019-20       | 5     | 3     | 0      | 1                | 1                | 0                | 3                     | 0                     | 0                     | 9     | 4     | 0      |
| F. C. Twente · Países Bajos      | 1.ª           | 2019-20       | 7     | 1     | 0      | ―                | ―                | ―                | ―                     | ―                     | ―                     | 7     | 1     | 0      |
| F. C. Twente · Países Bajos      | Total club    | Total club    | 7     | 1     | 0      | 0                | 0                | 0                | 0                     | 0                     | 0                     | 7     | 1     | 0      |
| Ajax de Ámsterdam · Países Bajos | 1.ª           | 2020-21       | 1     | 0     | 0      | 0                | 0                | 0                | 0                     | 0                     | 0                     | 1     | 0     | 0      |
| Ajax de Ámsterdam · Países Bajos | Total club    | Total club    | 9     | 3     | 1      | 2                | 1                | 0                | 3                     | 0                     | 0                     | 14    | 4     | 1      |
| Club Brujas · Bélgica            | 1.ª           | 2020-21       | 29    | 16    | 7      | 2                | 0                | 1                | 6                     | 1                     | 0                     | 37    | 17    | 8      |
| Club Brujas · Bélgica            | 1.ª           | 2021-22       | 37    | 7     | 12     | 5                | 2                | 0                | 6                     | 0                     | 1                     | 48    | 9     | 13     |
| Club Brujas · Bélgica            | 1.ª           | 2022-23       | 33    | 9     | 7      | 3                | 3                | 1                | 4                     | 0                     | 0                     | 40    | 12    | 8      |
| Club Brujas · Bélgica            | Total club    | Total club    | 99    | 32    | 26     | 10               | 5                | 2                | 16                    | 1                     | 1                     | 125   | 38    | 29     |
| PSV Eindhoven · Países Bajos     | 1.ª           | 2023-24       | 11    | 4     | 1      | 3                | 1                | 0                | 5                     | 0                     | 0                     | 19    | 5     | 1      |
| PSV Eindhoven · Países Bajos     | 1.ª           | 2024-25       | 29    | 11    | 10     | 5                | 1                | 0                | 10                    | 2                     | 2                     | 44    | 14    | 12     |
| PSV Eindhoven · Países Bajos     | Total club    | Total club    | 40    | 15    | 11     | 8                | 2                | 0                | 15                    | 2                     | 2                     | 64    | 19    | 13     |
| S. S. C. Napoli · Italia         | 1.ª           | 2025-26       | 0     | 0     | 0      | ―                | ―                | ―                | ―                     | ―                     | ―                     | 0     | 0     | 0      |
| S. S. C. Napoli · Italia         | Total club    | Total club    | 0     | 0     | 0      | 0                | 0                | 0                | 0                     | 0                     | 0                     | 0     | 0     | 0      |
| Total carrera                    | Total carrera | Total carrera | 202   | 63    | 49     | 20               | 8                | 2                | 34                    | 3                     | 3                     | 256   | 74    | 54     |

## Palmarés

### Títulos nacionales
| Título                        | Club          | País         | Año  |
| ----------------------------- | ------------- | ------------ | ---- |
| Primera División de Bélgica   | Club Brujas   | Bélgica      | 2021 |
| Supercopa de Bélgica          | Club Brujas   | Bélgica      | 2021 |
| Primera División de Bélgica   | Club Brujas   | Bélgica      | 2022 |
| Supercopa de Bélgica          | Club Brujas   | Bélgica      | 2022 |
| Supercopa de los Países Bajos | PSV Eindhoven | Países Bajos | 2023 |
| Eredivisie                    | PSV Eindhoven | Países Bajos | 2024 |
| Eredivisie                    | PSV Eindhoven | Países Bajos | 2025 |

## Vida personal
Nacido en los Países Bajos, es de ascendencia surinamesa a través de su padre biológico. Fue criado por su padrastro, el futbolista internacional marroquí Nourdin Boukhari. Lang se considera a sí mismo neerlandés, surinamés y marroquí.

### Controversia
En mayo de 2021 circuló un video en línea que lo mostraba uniéndose a los partidarios del Club Brujas para cantar una canción antisemita dirigida a los fanáticos de los rivales del R. S. C. Anderlecht, a quienes se considera históricamente vinculados a la comunidad judía. Fue investigado por la Real Asociación Belga de Fútbol y generó más críticas después de ignorar las llamadas para disculparse.